# Endasys punctatior
Endasys punctatior là một loài tò vò trong họ Ichneumonidae.